# Арламівське Панство
Арламівське Панство (пол. Państwo arłamowskie) — популярна назва утвореного під кінець 60-х років 20 століття Центру Відпочинку Установи Ради Міністрів (УРМ) Польщі в Арламові (криптонім В-2, а криптонім В-1 мав Центр Відпочинку Установи Ради Міністрів в Ланску), місце відпочинку і полювання для тодішньої партійної та урядової знаті.
Це були лісові масиви й луги площею 30 000 га, обгороджені високою і густою огорожею 120-кілометрової довжини, що знаходилися на території теперішнього Підкарпатського воєводства. Місцевість була зовсім незаселена в результаті післявоєнного виселення українців з Польщі до УРСР в 1944–1946 роках та проведення Операції «Вісла» в 1947 році.
Завдяки спеціальним проходам в огорожі дикі тварини могли заходити на цю місцевість, але не могли вже вийти назад. Крім того військові аграрні господарства проводили спеціальні заходи з метою підгодовування дичини. Звідси надмір ловильної та мисливської дичини для тодішнього комуністичного істеблішменту. На місці неіснуючого на той час села Арламів вибудовувано готель разом з підручними будівлями, крім того будиночки в Трійці у стилі, котрий нагадував житло в Татрах, аеродром для урядових літаків в Крайні, а також організовано кілька військових аграрних господарств.
До складу Центру, крім Арламова, входили території сіл Бориславка, Сопітник, Папортна, Трійця, Лімна, Крайна, Ямна Горішня, Ямна Долішня, Грузова, Квасинина, Трійчичі (пол. Borysławka, Sopotnik, Paportno, Trójca, Łomna, Krajna, Jamna Górna, Jamna Dolna, Grąziowa, Kwaszenina, Trzcianiec).
За час діяльності Центру знищено майже всі церкви, що знаходилися на його теренах. Врятовано лише церкву в Грузовій (пол. Cerkiew Narodzenia Najświętszej Maryi Panny z Grąziowej), її перенесено до Музею народної архітектури у Сяноці. Також знищено й переорано майже всі цвинтарі.
Після введення воєнного стану в Польщі 1981–1983 років в Центрі перебував інтернований Лех Валенса.
Головна будівля Центру в 1991 році була передана у власність гміни Устрики-Долішні (яка, не маючи грошей на ремонт, продала його приватній особі), а його територія поділена між гмінами Устрики-Долішні, Бірча і Фредрополь. Власністю УРМ залишились лише будиночки в Трійці.
Тривають намагання створити на території частини колишнього Центру Турницький Національний Парк (пол. Turnicki Park Narodowy).